# Agonandra fluminensis
Agonandra fluminensis är en tvåhjärtbladig växtart som beskrevs av C.T. Rizzini & P. Occhioni. Agonandra fluminensis ingår i släktet Agonandra och familjen Opiliaceae. Inga underarter finns listade i Catalogue of Life.